# Cyclocosmia truncata
Cyclocosmia truncata là một loài nhện trong họ Ctenizidae.
Loài này thuộc chi Cyclocosmia. Cyclocosmia truncata được miêu tả năm 1841 bởi Nicholas Marcellus Hentz.

## Hình ảnh

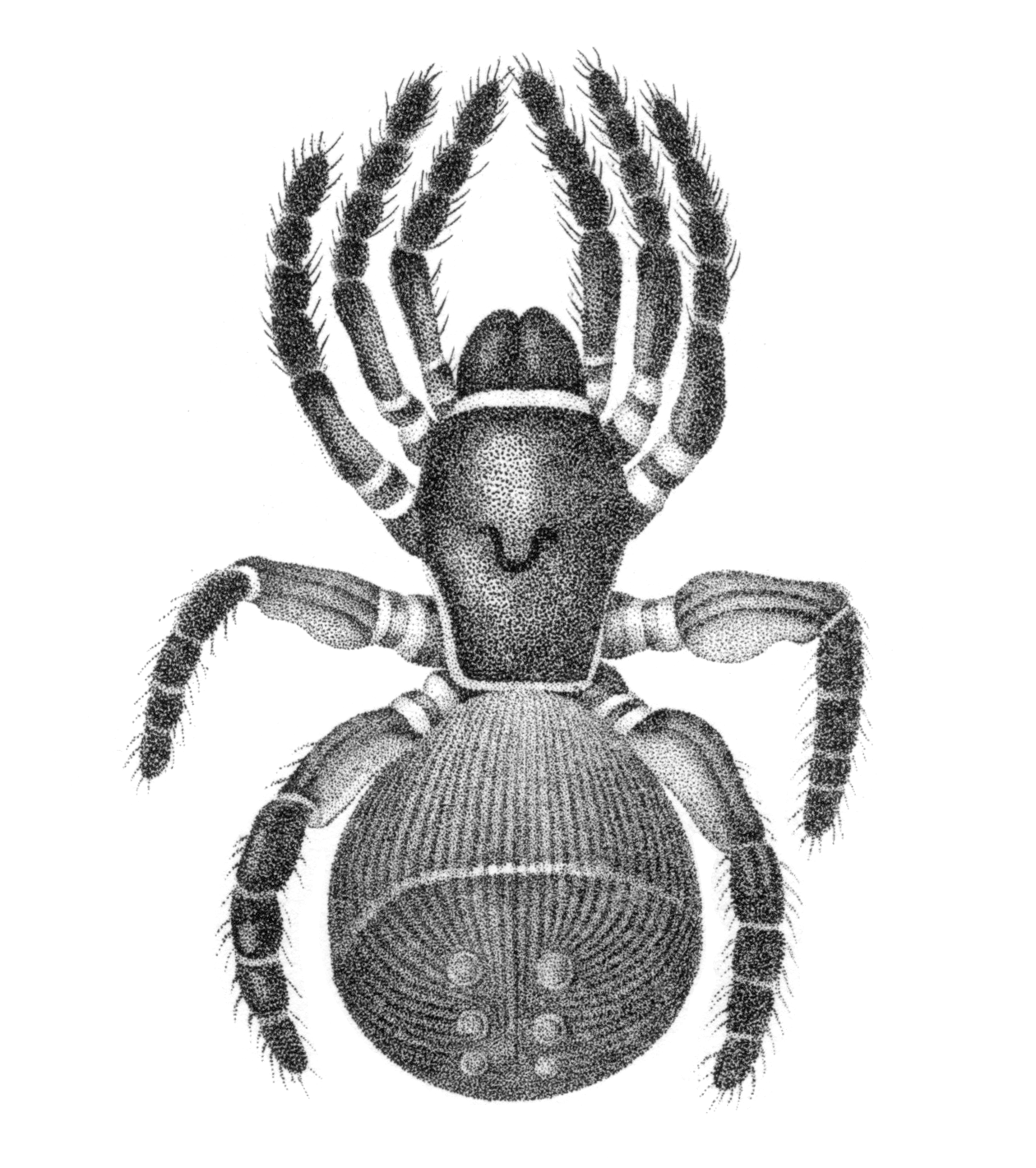
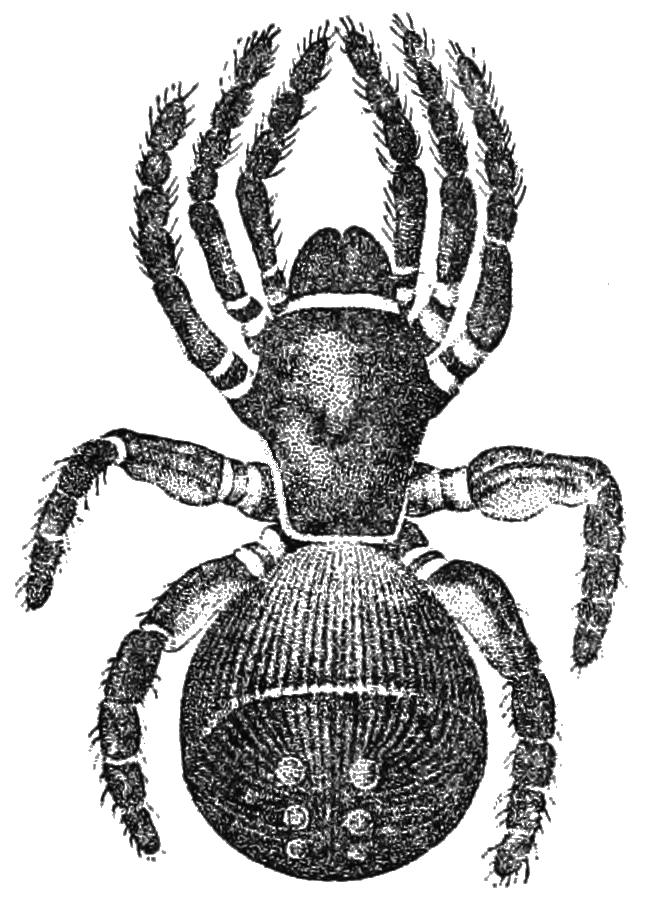
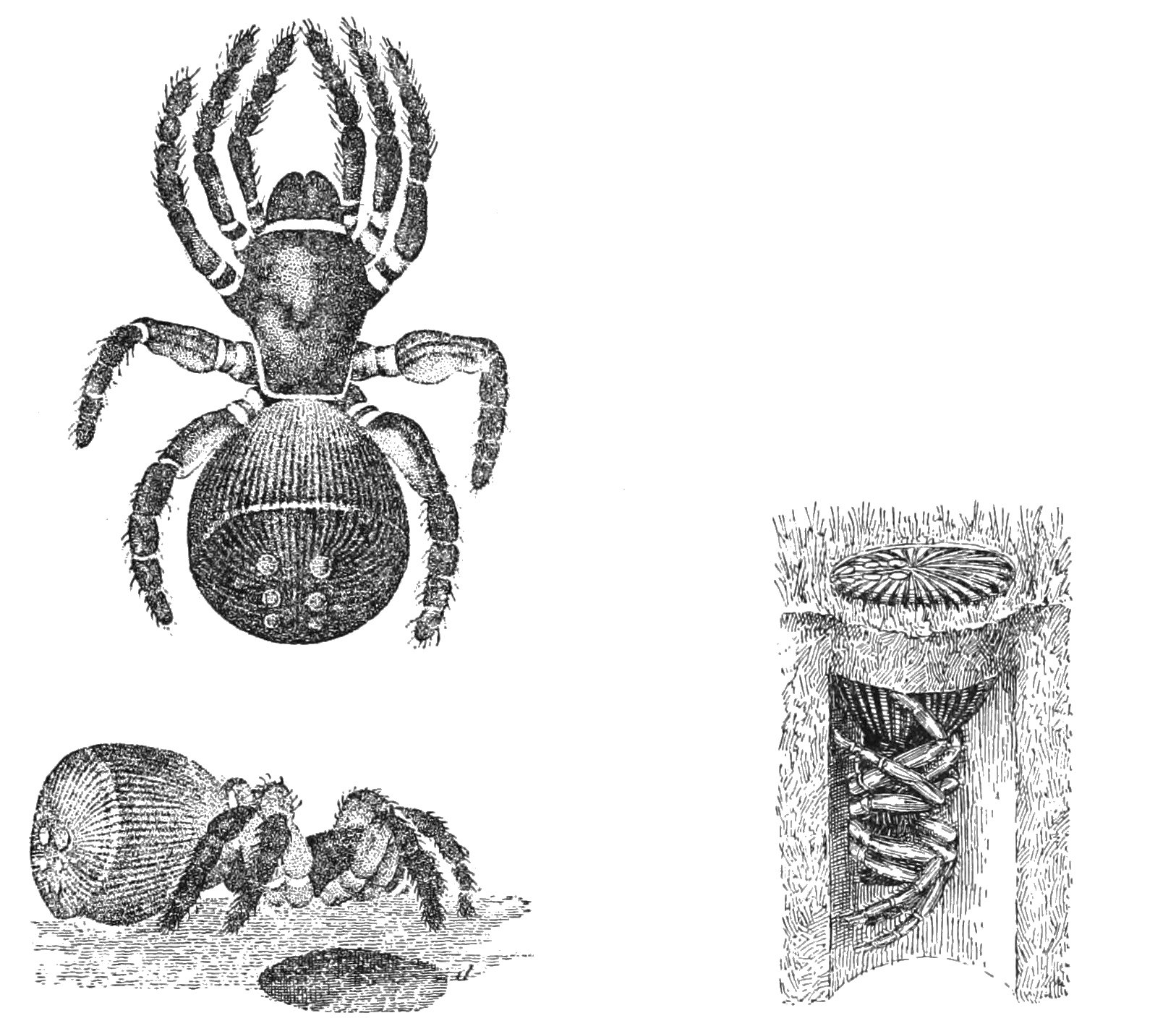
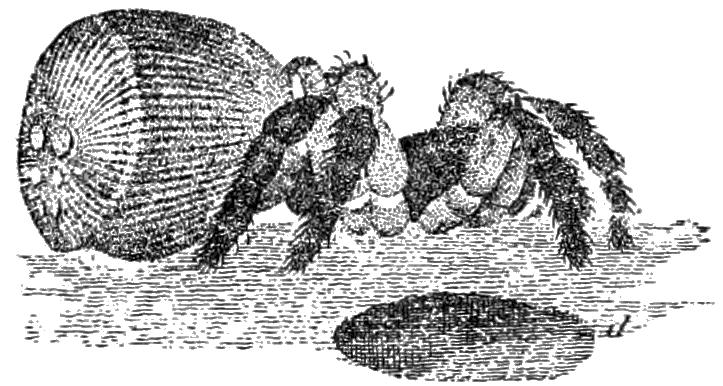